# Невадо-Сан-Франсіско
Нева́до-Сан-Франсі́ско (ісп. Nevado San Francisco)  — сплячий вулкан в Андах, на кордоні Чилі та Аргентини, на південний схід від перевалу Сан-Франсіско. Гора має висоту 6018 м над рівнем моря та є одним з найдоступніших для сходження шеститисячників світу, через що є і одним з найвідвідуваніших туристами.
З вершини гори відкривається вид на озеро Лагуна-Верде та інші вулкани, такі як Охос-дель-Саладо, Ель-Фрайле, Інкауасі, Ель-Муерто, Серро-Соло і Трес-Крусес.
Перше сходження було здійснене в 1913 році Вальтером Пенком. Найкращий сезон для сходження — з вересня по квітень.